# Мишак
Мишак, або лісова миша (Sylvaemus) — рід гризунів родини мишевих (Muridae) з підряду мишовидих (Murimorpha), якого певний час розглядали у складі роду Apodemus. Включає низку морфологічно близьких видів і видів-двійників.

## Опис тварин
Забарвлення коричневе або вохристе, живіт білий. Від сонь, полівок та хом'ячків відрізняються довгим, майже голим хвостом; від мишівок — тим, що довжина хвоста ненабагато більша або ж дорівнює довжині тіла. Задня сторона різців без уступу. Добре лазять по деревах та чагарниках, особливо Мишак жовтогрудий. Активні вночі, взимку всього 1-3 години за добу. Дуже рухливі тварини, можуть проходити до 1,5 км за добу, відходити за сотні метрів від нори. Іноді живляться на відстані всього декількох метрів. Розмножуються до 5 разів за рік, вагітність продовжується 20-25 днів, у виводку зазвичай 4-7 дитинчат.

## Проживання
Мешкають в лісах, чагарниках, лісосмугах; в горах Кавказу вище краю ліса. Особливо численні в широколистих та мішаних лісах, де часто переважають серед дрібних гризунів. Влітку роблять гнізда в дуплах дерев на висоті до 10 м, зимують частіше в норах під корінням та пнями. Живуть у нескладних норах, звичайно поодиноко. Всі види звичайні та чисельні. Найчисельнішим у лісовій і лісостеповій зоні видом є Sylvaemus flavicollis, що є типовим мешканцем більшості основних типів деревостанів. Найбільш обмежено поширеним в Україні є вид Sylvaemus witherbyi, відомий у нас переважно зі степів Криму і Приазов'я.

## Живлення
Живляться переважно насінням дерев та чагарників, а також ягодами, молодими пагонами, комахами. Роблять запаси насіння на зиму.

## Значення

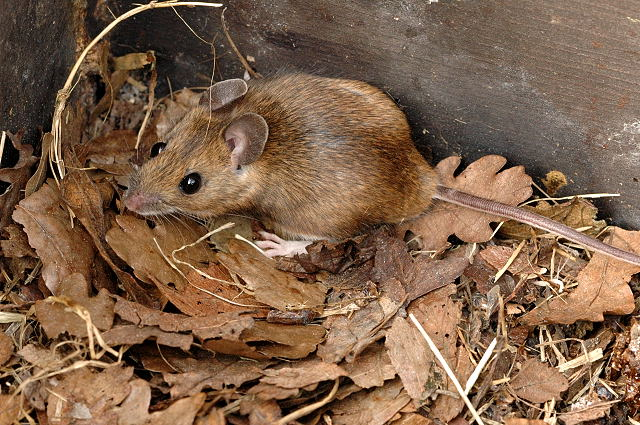
Мишак жовтогрудий (Apodemus flavicollis)

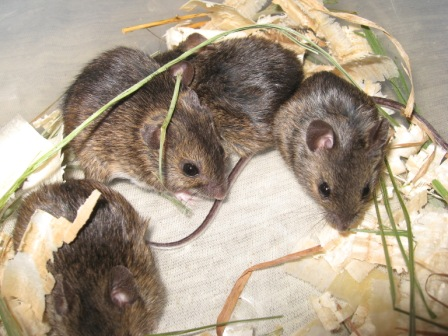
Мишак уральський (Apodemus uralensis)

Розносять та закопують насіння деревних порід, тим самим допомагають відновленню ліса. Можуть бути джерелами геморагічної гарячки з нирковим синдромом та лептоспірозу.

## Таксономія роду
Рід розглядається як морфологічно та генетично близький до роду польових мишей (Apodemus), з яким його донедавна об'єднували, або навіть їх обох (та низку інших родів мишовидих гризунів) розглядали у складі роду Mus (sensu lato). Проведені останнім часом генетичні дослідження засвідчують загалом високий рівень відокремленості Sylvaemus від інших систематичних груп «мишей», проте дослідники часто продовжують розглядати мишаків у складі роду Apodemus (наприклад, в «Mammal Species of the World», 2005).
Рід Sylvaemus належить до триби (групи родів) Apodemyini. Найближчими до нього систематичними групами є Apodemus.

## Видовий склад
Характерною особливістю роду є висока морфологічна однорідність різних географічних і екологічних форм, у зв'язку з чим у складі роду описано чимало видів-двійників та морфологічно близьких форм, у тому числі низку форм невизначеного (вид, аловид чи підвид) таксономічного рангу.
У працях початку і (частково) середини ХХ ст. цей рід розглядали у складі роду Mus, при тому всіх мишей групи «Sylvaemus» у сучасному розумінні позначали як один поліморфний (Mus sylvaticus) або як два мало відмінні види (Mus sylvaticus + Mus flavicollis) з широкою зоною гібридизації між ними (наразі точка зору на гібридизацію між ними змінилася визнанням низки репродуктивно ізольованих і морфологічно дуже близьких форм, тобто видів-двійників).
Сучасний період ревізії систематики почався з опису нового для фауни Європи виду «Apodemus microps» (1952), після чого відбулася низка нових ревізій. Один з нових для науки видів (Apodemus falzfeini Mezh. et Zag.) описано з території України (заповідник Асканія-Нова). За сучасними поглядами, рід включає 13 видів в 2 підродах. У фауні Європи до 5 видів, у тому числі 4 види у фауні України:

### ПідрідSylvaemus
група видів «мишаки жовтогорлі»
- Мишак жовтогрудий (Sylvaemus flavicollis) — широколисті ліси Європи до Уральських гір
- Мишак гирканський (Sylvaemus hyrcanicus) — східне Закавказзя
- Мишак кавказький (Sylvaemus ponticus) — Передкавказзя, північний Кавказ, Закавказзя, східна Туреччина, Ірак, Іран, Левант
- Мишак альпійський (Sylvaemus alpicola) — Європа, Альпи

група видів «мишаки лісові»
- Мишак європейський (Sylvaemus sylvaticus) — Європа до України та Прибалтики, Атлаські гори
- Мишак уральський (Sylvaemus uralensis) — східна Європа, Туреччина, Кавказ, північно-східний Казахстан, Алтай, лісисті гори Середньої Азії
- Мишак левантійський (Sylvaemus iconicus) — лісисті гори Леванта
- Мишак Верда (Sylvaemus wardi, або Sylvaemus pallipes) — Гімалаї, Іранське нагір'я
- Мишак кашмирський (Sylvaemus rusiges) — північна Індія

група видів «мишаки степові»
- Мишак степовий (Sylvaemus witherbyi = Sylvaemus fulvipectus) — південна Україна, Крим, Передкавказзя, Кавказ, північний Кавказ, північний Іран

### ПідрідKarstomys
- Мишак широкозубий (Sylvaemus epimelas) — Балканський півострів
- Мишак малоазійський (Sylvaemus mystacinus) — Балканський півострів, Мала Азія, Передня Азія, Закавказзя, Левант, Родос, Крит

## Морфологія
Серед головних морфологічних особливостей роду — вохристо-бурий колір забарвлення спини, біле (або білувате) черево, білі лапи, нерідко брудно-жовта грудня пляма (часом у формі «краватки»). Розміри дрібні, довжина тіла звичайно 70-120 мм, характерні довгі вуха (12-18 мм) і довгий хвіст (90-110 % довжини тіла).
Морфологічні відмінності мишаків (Sylvaemus) від обох суміжних родів мишей («звичайних» Mus і польових Apodemus) полягають у наступному (за «Польовий визначник дрібних ссавців України», 2002):
1 (2). Вздовж всього хребта проходить темна смуга завширшки 3-5 мм. На задніх лапах по 5 мозолів. Розміри середні, лапка 17-21 мм. Хвіст короткий (70-90 мм), до 70 % від довжини тіла. Сосків у самиць 4 пари (2i+2p).

>>> рід польова миша (Apodemus)
2 (1). Темна смуга на спині вздовж хребта відсутня. На задніх лапах по 6 мозолів. Розміри різні, лапка 14-28 мм. Хвіст відносно довгий, від 80 до 110 % довжини тіла. Число сосків у самиць інше (3 або 5 пар).

>>> інші роди (Sylvaemus & Mus), 3
3 (4). Хутро на череві сіре, без грудної плями і виразної межі забарвлення зі спиною. Очі малі, до 2,5 мм діаметром. Хвіст однотонно сірий, зі щільно прирослою шкірою. Лапки сірі, довжина задньої лапки 14-18 мм. У самиць 3 пари грудних сосків. 

>>> рід миша (Mus).
4 (3). Черево біле, часто з горловою плямою і чіткою межею з вохристо-бурим хутром спини. Очі великі, понад 2,5 мм в діаметрі. Хвіст знизу білий, шкірний чохол з нього легко спадає. Лапки ясно білі, 19-28 мм. У самиць лише 1 пара грудних сосків. 

>>> рід мишак (Sylvaemus).